# Anton Rakický
Anton Rakický (22. dubna 1945 Brezová pod Bradlom – listopad 2022) byl slovenský obchodník, manažer a hráč na bendžo. V 90. letech 20. století byl několik let generálním ředitelem slovenského podniku zahraničního obchodu Petrimex a souběžně několik měsíců zastával pozici náměstka slovenského ministra mezinárodních vztahů, posléze státního tajemníka slovenského ministerstva zahraničí. Veřejnosti byl znám zejména jako přítel Andreje Babiše, 
nad nímž držel ochrannou ruku v době jeho působení v PZO Chemapol (Petrimex) a kterého „vytáhl nahoru“, „do nejvyšších pater byznysu, vlivu a politiky“.

## Činnost v době komunismu
Rakický v době komunistického režimu působil v PZO Chemapol (Petrimex). V 80. letech 20. století byl šéfem 32. skupiny pro obchod s hnojivy. Byl znám jako zdatný a jazykově vybavený vyjednavač, který se hbitě pohybuje ve světě mezinárodního byznysu a nenechá se nikým doběhnout. Také ovšem jako tělnatý bonviván žijící opulentním způsobem života. Byl členem KSČ, ačkoli po srpnu 1968 zahodil členskou legitimaci a několik let měl pozastavené členství; zpět do strany se mohl vrátit v roce 1972. V roce 1976 ho StB označila za kandidáta tajné spolupráce; později byl překlasifikován na důvěrníka. Podle zmínek v archivech pracovníkům tajné služby sděloval řadu citlivých informací, nejen o obchodních partnerech podniku, ale hlavně o podřízených.

### Vyšetřování StB
Rakický v 80. letech údajně velice dobře vycházel s důstojníkem StB Rastislavem Mátrayem (vedoucím bratislavského oddělení StB pro PZO) a StB jej řadu let nechávala v klidu. Po Mátrayově nuceném odchodu od tajné policie se v StB začaly postupně množit zprávy o „ne zrovna správném vztahu šéfa 32. obchodní skupiny k zásadám socialistického hospodaření“ a slovenská větev StB ho začala prověřovat pro podezření ze závažné hospodářské kriminality (spis byl veden pod krycím jménem Nota).
Vyšetřování se týkalo údajného protežování západních firem a obohacování. Rakický prodal za Petrimex do ciziny 28 tisíc tun síry dovezené z Polska, čímž porušil předpisy a způsobil nedostatek suroviny v domácím hospodářství (některé továrny kvůli tomu musely omezit výrobu). Navíc polská strana po zjištění reexportu zastavila dodávky do Československa, takže to pak muselo síru dovážet ze západu za téměř dvojnásobnou cenu. Vyšetřovatel StB škodu vyčíslil na 80 miliónů devizových korun, což v té době byla závratná částka. Upozorňoval také na Rakického podezřele velké bohatství a velmi nákladný způsob života jeho rodiny. (Rakický neúměrné výdaje vysvětloval příjmy z hudebních koncertů – byl totiž také uznávaným jazzovým bendžistou a cestoval s kapelou po světě.) StB proti Rakickému „rozvinula sledovací mašinerii“ (využila agenturní síť v Petrimexu, zprávy z rezidentury ve Varšavě, nasadila odposlech domácího telefonu, prováděla tajné prohlídky a monitoring jeho korespondence; prověřila bankovní konta, vyslýchala kompetentní osoby apod.) Sám Rakický se ovšem díky množství známostí mezi příslušníky StB o svém vyšetřování dozvěděl, ovlivňoval ho stížnostmi na nejvyšší stranické i státní orgány a případ nakonec skončil závěrem, že nejde o podezření z trestného činu. Na základě tohoto podezření ovšem ztratil místo v Petrimexu a oficiálně se živil jen jako hudebník.

## Porevoluční působení

### Politické působení
Po listopadu 1989 se Rakický velmi rychle zorientoval a mistrně zužitkoval své vyšetřování StB (pasoval se za oběť totalitního útisku). Už v lednu 1990 ho slovenská republiková vláda národního porozumění jmenovala náměstkem ministra průmyslu. Využil své konexe (přátelil se zejména s Milanem Kňažkem a Ján Čarnogurským) a byl Kňažkovým státním tajemníkem v době, kdy působil jako ministr mezinárodních vztahů v první vládě Vladimíra Mečiara. Kňažko v té době budoval struktury budoucího ministerstva zahraničních věcí a veškerou hierarchii, kontakty a vztahy vytvářel s Rakickým po boku. Státní tajemníci měli v té době vyšší pravomoci než je tomu dnes. V řadě aktivit mohli jednat samostatně, často dokonce vedli jednání se špičkami cizích států na vlastní pěst. Jistě to podnikatele pomýšlejícího na možnosti zahraniční klientely potěšilo.
Poté, co se Kňažko stal po volbách v červnu 1992 ministrem mezinárodních vztahů, stal se Rakický v srpnu 1992 jeho náměstkem. Na starost měl hlavně hospodářskou agendu. Po přejmenování ministerstva na ministerstvo zahraničních věcí přešel Rakický do funkce státního tajemníka. V listopadu 1992 ovšem musel z ministerstva odejít kvůli aféře s chystaným prodejem tanků do Pákistánu. Ve skutečnosti ovšem Rakického vytlačili Mečiar a jeho lidé, s nimiž se dostával do konfliktu i sám Kňažko (Mečiar jej z vlády odvolal v březnu 1993).

### Generálním ředitelem Petrimexu
Po sametové revoluci byl odvolán generální ředitel Petrimexu Rudolf Štencl a akcionáři Petrimexu (tedy zástupci českých a slovenských chemiček) zvolili předsedou představenstva těsnou většinou Ivana Harmaniaka. Zaměstnanci Petrimexu ale sepsali protestní petici a vynutili si zvolení Rakického.
Nový ředitel jmenovaný „na přání lidu“ měl s podnikem velké plány. Doba byla taková, že postupně opadávala omezení pro mezinárodní obchod a centrální plánování nahradila „volná ruka trhu“. Petrimex se musel nové době přizpůsobit a tak Rakický prováděl velké vnitřní změny (snížil počet servisních zaměstnanců, přizpůsobil své vnitřní fungování podle klientů apod.) Hospodářsky prosperoval (např. v roce 1992 vykázal obrat 27,4 miliardy korun a zisk 372 milionů korun). Rakický se ovšem nechtěl spokojit s tím, aby Petrimex zůstal jen obchodní společností (nejspíš si uvědomoval, že přijde doba, kdy se samy chemičky naučí sjednávat dodávky a odbyt samostatně a tedy levněji) a připravoval se na privatizaci. Ta se sice rozběhla až v roce 1995, ale zápisy z představenstva Petrimexu dokazují, že vedení podniku hledalo cestu pro majetkový vstup do některých chemiček minimálně od roku 1992.

## Rakického role v kariéře Andreje Babiše
Andrej Babiš nastoupil do Chemapolu (Petrimexu) v roce 1978 hned po vysoké škole. Redaktor Tomáš Pergler, který o Babišovi napsal knihu a řadu článků, v rozhovoru pro týdeník Reflex (v roce 2014) o Babišovi uvedl: „Už krátce po svém nástupu do Petrimexu objevil člověka, který byl něco jako guru nebo kmotr v jednom. Rozhodně nad ním celou dobu držel ochrannou ruku, a je možné, že dodnes je beneficientem jeho podnikání. Tento člověk se jmenuje Anton Rakický.“ „Rakický byl hodně mazaný bonviván s fantazií. Zatímco Babiš měl pověst spíš pracovitého kluka, kterého někam pošlete a on to spolehlivě udělá. Tohle spojení bylo velmi produktivní nejen v komunismu, ale hlavně v devadesátých letech, když společně přechytračili ostatní lidi z vedení a ovládli Agrofert,“ uvedl dále novinář.

## Hudební kariéra
Kromě svého působení v byznysu byl Rakický též uznávaný hráč na bendžo. Hrál ve skupině Revival Jazz Band, která působila v letech 1972–1977 a odehrála množství koncertů po celé Evropě. Další jeho známé působení je z formace T&R Band existující v letech 1986–1995.